# Theater der Jugend (Wien)
Das Theater der Jugend in Wien (Österreich) ist eine Theaterorganisation für Kinder, Jugendliche und Erwachsene. Spielorte sind das Renaissancetheater (7. Bezirk, Neubaugasse) und das Theater im Zentrum (1. Bezirk, Liliengasse).

## Charakter
Mit nahezu 45.000 Abonnenten hat es mehr als die drei größten Theater Wiens (Volkstheater, Theater in der Josefstadt und Burgtheater) zusammen.
Eigenproduktionen kommen im Renaissancetheater Wien und im Theater im Zentrum auf die Bühne. Das Theater der Jugend spielt während der Theatermonate nahezu täglich für bis zu 1.000 Menschen unterschiedlichster Altersstufen und aufgrund der sogenannten „Volksbühnen-Idee“ der 1920er Jahre vermittelt es einen Teil seiner Besucher auch an die Groß-, Mittel- und Kleinbühnen Wiens. Die durchschnittliche Auslastung der viertgrößten Sprechbühne Wiens liegt bei durchschnittlich 94 Prozent. Insgesamt verkauft das Theater der Jugend etwa 300.000 Karten pro Saison. Der sogenannte Eigendeckungsgrad, also das Einspielergebnis der Subvention, liegt bei etwa 45 Prozent (somit liegt das Theater der Jugend 20–30 Prozent über der durchschnittlichen Ertragslage subventionierter Theater im deutschsprachigen Raum).

## Geschichte
Die Weltwirtschaftskrise bewirkte auch eine Theaterkrise. Um Schulkindern armer Eltern einen Theaterbesuch zu ermöglichen wurde das Theater der Jugend am 23. Dezember 1932 unter dem Namen Theater der Schulen von Hofrat Hans Zwanzger gegründet. Es verfügte über keine eigene Bühne, sondern vermittelte Aufführungen in verschiedenen Häusern. 1934 wurde das Theater ausgebaut und erhielt seinen heutigen Namen. Im November 1936 wurde seine Eingliederung in die VF-Kulturorganisation Neues Leben beschlossen. Nach dem „Anschluss Österreichs“ 1938 wurde es aufgelöst und durch den Veranstaltungsring der Hitlerjugend ersetzt.
Nach dem Zweiten Weltkrieg wurde das Theater der Jugend von Hans Zwanzger und dem ehemaligen Burgtheater-Direktor Franz Herterich wieder gegründet. Kinder- und Jugendtheaterproduktionen kamen schon damals im Renaissancetheater Wien auf die Bühne, welches von Burgtheater und Theater in der Josefstadt gemietet wurde. Ab 1957 pachtete das Theater der Jugend das Renaissancetheater, sieben Jahre später wird auch das Theater im Zentrum übernommen. 1964 kam es zu den ersten Eigenproduktionen im Theater im Zentrum (Kabale und Liebe) mit Monica Bleibtreu in der weiblichen Titelrolle und im Theater an der Wien (Der Bauer als Millionär). Seit 1970 ist das Theater der Jugend Hauptmieter des Renaissancetheaters. Das Theater der Jugend gilt heute als eine der erfolgreichsten Kaderschmieden für Jungregisseure und -schauspieler.
Kaufmännische Direktion:
1972–1988: Bernd Gallob
1988–2002: Reinhard Urbach
2002–2011: Marianne Aly
2011–2023: Sonja Fretzer
seit 2023: Ronald Hora
Künstlerische Leitung:
1945–1957: Franz Herterich
1957–1964: Hans Niederführ
1964–1974: Peter Weihs
1974–1987: Edwin Zbonek
1987–2002: Reinhard Urbach
seit 2002: Thomas Birkmeir
Anfang 2025 wurde bekannt, dass Thomas Birkmeir die künstlerische Leitung des Theaters der Jugend mit Ende der Saison 2025/26 abgeben wird.
Ab der Saison 2026/27 wird Aslı Kışlal künstlerische Leiterin des Theaters.

## Das Theater der Jugend heute
Das Theater der Jugend hat sich unter der künstlerischen Leitung von Thomas Birkmeir seit der Spielzeit 2002/2003 auf Ur- und Erstaufführungen spezialisiert. Im Durchschnitt werden pro Spielzeit 8–12 Produktionen für Kinder, Jugendliche sowie auch für Erwachsene gezeigt.
Die Vorstellungen werden auch in Form von Spezialabos für verschiedene Altersgruppen angeboten, diese Abonnements werden in den Schulen beworben und enthalten außer den eigenen Produktionen auch solche an anderen Wiener Theatern, wie z. B. am Burgtheater.
Kooperationen mit anderen europäischen Kinder- und Jugendtheatern, Synergien mit kulturellen Institutionen sowie die Tatsache, dass die am Theater der Jugend entwickelten Stücke in vielen Ländern erfolgreich nachgespielt werden, sorgen dafür, das Haus über den deutschen Sprachraum hinaus zu positionieren und zu etablieren.
Das umfangreiche theaterpädagogische Programm, das u. a. auch Lehrerfortbildung beinhaltet und oftmals auch generationenübergreifend arbeitet, erreicht pro Spielzeit über 3000 Menschen und schafft so einen direkten Kontakt zwischen Publikum und Künstlern.

## Auszeichnungen & Nominierungen
- 1953: Karl-Renner-Preis[4][5]
- 1974: Förderungspreis zur Josef-Kainz.Medaille für Peter Gruber Beste Regie
- 1983: Förderungspreis zur Josef-Kainz-Medaille für Michaela Galli
- 1995: Förderungspreis zur Josef-Kainz-Medaille für Christian Banzhaf
- 2001: Nestroy-Theaterpreis-Nominierung für Alexander Pschill als Bester Nachwuchs
- 2002: Nestroy-Theaterpreis-Nominierung für Susanna Schaefer als Bester Nachwuchs
- 2003: Nestroy-Theaterpreis-Nominierung für Simon Jaritz als Bester Nachwuchs
- 2003: Nestroy-Theaterpreis-Nominierung für das Theatermagazin „Beamer“ Spezialpreis
- 2005: Nestroy-Theaterpreis-Auszeichnung für Stefano Bernardin Bester Nachwuchs
- 2006: Nestroy-Theaterpreis-Nominierung für Silvia Meisterle Bester Nachwuchs
- 2007: Nestroy-Theaterpreis-Nominierung für Matthias Mamedof Bester Nachwuchs
- 2013: Nestroy-Theaterpreis-Auszeichnung für Thomas Birkmeir Spezialpreis für „10 Jahre innovatives, zeitgemäßes Kinder- und Jugendtheater“
- 2013: Nestroy-Theaterpreis-Auszeichnung für Stefan Rosenthal als Bester Nachwuchs
- 2015: Nestroy-Theaterpreis-Auszeichnung für Benedikt Paulun als Bester Nachwuchs männlich
- 2015: Nestroy-Theaterpreis-Nominierung für Tanja Raunig als Bester Nachwuchs weiblich
- 2016: Großer Bank Austria Kunstpreis 2015
- 2016: Nestroy-Theaterpreis-Auszeichnung für Luka Dimic als Bester Nachwuchs männlich[6]
- 2016: Nestroy-Theaterpreis-Nominierung für Mieke Biendara als Bester Nachwuchs weiblich[6]
- 2016: Nestroy-Theaterpreis-Nominierung für Meo Wulf als Bester Nachwuchs männlich[6]
- 2017: Nestroy-Theaterpreis-Auszeichnung für Maresi Riegner als Bester Nachwuchs weiblich
- 2017: Nestroy-Theaterpreis-Nominierung für Felicitas Franz als Bester Nachwuchs weiblich
- 2017: Nestroy-Theaterpreis-Nominierung für Jakob Elsenwenger als Bester Nachwuchs männlich
- 2018: Deutscher Musical Theater Preis-Nominierung für Patricia Nessy als Beste Darstellerin in einer Nebenrolle
- 2018: Deutscher Musical Theater Preis-Nominierung für Werner Sobotka als Beste Regie
- 2018: Nestroy-Theaterpreis-Nominierung für Claudia Waldherr als Bester Nachwuchs weiblich
- 2018: Nestroy-Theaterpreis-Nominierung für Lara Sienczak als Bester Nachwuchs weiblich
- 2018: Nestroy-Theaterpreis-Nominierung für Felix Strobel als Bester Nachwuchs männlich
- 2019: Nestroy-Theaterpreis-Nominierung für Niklas Doddo als Bester Nachwuchs männlich
- 2020: Nestroy-Theaterpreis-Nominierung für Anja Rüegg als Bester Nachwuchs weiblich
- 2021: Nestroy-Theaterpreis-Nominierung für Marius Zernatto als Bester Nachwuchs männlich
- 2022: Deutscher Musical Theater Preis-Auszeichnung für Thomas Birkmeir als Beste Regie
- 2022: Deutscher Musical Theater Preis-Nominierung für Anne of Green Gables als Bestes Musical
- 2022: Deutscher Musical Theater Preis-Nominierung für Kaj Louis Lucke als Beste Choreographie
- 2022: Deutscher Musical Theater Preis-Nominierung für Thomas Birkmeir als Bestes Buch
- 2022: Nestroy-Theaterpreis-Nominierung für Victoria Hauer als Bester Nachwuchs weiblich[7]
- 2023: Nestroy-Theaterpreis-Nominierung für David Fuchs als Beste Darstellung einer Nebenrolle
- 2024: Broadway-World-Austria Award in der Kategorie Best Theatre for Young Audience Productions für Honk!
- 2024: Nestroy-Theaterpreis-Nominierung für Ludwig Wendelin Weißenberger als Bester Nachwuchs männlich